# Barrière de Lombez
La barrière de Lombez (en occitan : barrièra de Lombèrs) est une voie de Toulouse, chef-lieu de la région Occitanie, dans le Midi de la France.

## Situation et accès

### Description
La barrière de Lombez est une place de Toulouse. Elle se situe dans le quartier de la Patte-d'Oie.
Elle forme un carré de 62 m de côté, pour une superficie d'environ 3 840 m2. Elle est traversée, d'est en ouest, par l'avenue de Lombez et, du sud au nord, par le boulevard Gabriel-Koenigs.

### Voies rencontrées
La barrière de Lombez rencontre les voies suivantes, dans l'ordre des numéros croissants :
1. Avenue de Lombez
2. Boulevard Gabriel-Koenigs
3. Avenue de Lombez
4. Boulevard Gabriel-Koenigs

### Transports
La barrière de Lombez est traversée et desservie par la ligne de Linéo L14, ainsi que par la ligne de bus 67. De plus, à l'est de la barrière de Lombez, sur la place de la Patte-d'Oie, se trouve la station du même nom, sur la ligne de métro , ainsi qu'un arrêt des lignes de Linéo L14 et de bus 4566.
Une station de vélos en libre-service VélôToulouse se trouve à proximité immédiate de la barrière de Lombez, la station no 139 (39 bis avenue de Lombez).

## Odonymie
Le nom de la place est lié à la présence d'une « barrière » à la limite de l'octroi au XIXe siècle. Elle fut établie en 1882 à l'est du faubourg Saint-Cyprien (actuels boulevards Déodat-de-Séverac, Gabriel-Koenigs et Jean-Brunhes). La barrière d'octroi laissait ici passer la route de Lombez (actuelle avenue de Lombez), ainsi nommée puisqu'elle marquait l'origine de la route départementale no 3, qui allait de Toulouse à Lombez.

## Patrimoine et lieux d'intérêt
- no  4 : maison. 
La maison est construite à la fin du XIXe siècle. Le bâtiment principal est cantonné par une tour coiffée d'une toiture en pavillon. Les fenêtres sont rectangulaires et segmentaires. Sur les différentes élévations, la fenêtre centrale du 1er étage est ornée par un balconnet qui repose sur des consoles en pierre[3].